# J. J. Johnson's Jazz Quintets
Albums de Jay Jay Johnson
First Place
(1957) J Is for Jazz
(1957)
J. J. Johnson's Jazz Quintets est un album du tromboniste de jazz Jay Jay Johnson sorti en 1957 sur le label Savoy.  En 1992, le label publie une nouvelle version remastérisée.

## Titres
L'album propose douze titres avec une durée totale de 33 minutes seulement. Le tromboniste J. J Johnson réalise pour cet album trois sessions d'enregistrement en leader effectuées entre 1946 et 1949 et avec une formation entièrement renouvelée à l'exception du batteur Shadow Wilson présent sur les deux dernières sessions. Les titres sont principalement composés par Johnson, à l'exception de deux reprises et de deux compositions de Sonny Rollins.
| N°  | Titre               | Compositeur                  | Durée |
| --- | ------------------- | ---------------------------- | ----- |
| 1.  | Jay Bird            | J. J. Johnson                | 2:56  |
| 2.  | Coppin' the Bop     | Max Roach                    | 2:57  |
| 3.  | Jay Jay             | J. J. Johnson                | 3:04  |
| 4.  | Mad Be Bop          | J. J. Johnson                | 2:38  |
| 5.  | Boneology           | J. J. Johnson                | 2:57  |
| 6.  | Down Vernon's Alley | J. J. Johnson                | 2:32  |
| 7.  | Audubon             | Sonny Rollins                | 2:45  |
| 8.  | Don't Blame Me      | Jimmy McHugh, Dorothy Fields | 2:46  |
| 9.  | Goof Square         | Sonny Rollins                | 2:23  |
| 10. | Bee Jay             | J. J. Johnson                | 2:24  |
| 11. | Yesterdays          | Jerome Kern, Otto Harbach    | 2:57  |
| 12. | Riffette            | J. J. Johnson                | 2:25  |

## Enregistrement
Les morceaux sont enregistrés en trois sessions sous le label Savoy : le 26 juin 1946 (titres 1-4), le 24 décembre 1947 (titres 5,6, 11,12) et le 11 mai 1949 pour les titres de 7 à 10,.
| Musicien       | Instrument      | Titre        |  | Équipe technique |             |
| -------------- | --------------- | ------------ |  | ---------------- | ----------- |
| J. J. Johnson  | trombone        | 1-12         |  |                  | Producteur  |
| Sonny Rollins  | saxophone ténor | 7-10         |  | H. Alan Stein    | Liner notes |
| Leo Parker     | saxophone alto  | 5, 6, 11, 12 |  | Yujiro Kasai     | Remastering |
| Cecil Payne    | saxophone alto  | 1-4          |  |                  |             |
| Hank Jones     | piano           | 5, 6, 11, 12 |  |                  |             |
| John Lewis     | piano           | 7-10         |  |                  |             |
| Bud Powell     | piano           | 1-4          |  |                  |             |
| Leonard Gaskin | contrebasse     | 1-4          |  |                  |             |
| Gene Ramey     | contrebasse     | 7-10         |  |                  |             |
| Al Lucas       | contrebasse     | 5, 6, 11, 12 |  |                  |             |
| Max Roach      | batterie        | 1-4          |  |                  |             |
| Shadow Wilson  | batterie        | 5-12         |  |                  |             |